# Hilda Käkikoski
Hilda Maria Käkikoski (31 de gener de 1864 – 14 de novembre de 1912) fou una política, escriptora i professora finlandesa. Fou una de les primeres 19 dones parlamentàries, electes el 1906.

## Primers anys i carrera
Käkikoski nasqué a Lapinjärvi el 1864, com a Hilda Maria Sjöström. Es traslladà a Hèlsinki pel seu compte als 14 anys per a atendre una escola superior per a nenes amb una beca. Hi canvià el seu cognom suec pel de Käkikoski, que era el dels seus veïns finlandesos. Després de fer els estudis secundaris, treballà com a tutora privada fins al 1888, quan s'inscrigué en la universitat; es doctorà en Història finlandesa i nòrdica el 1895. Fou professora en una escola de Hèlsinki, ensenyant història i llengua finesa de 1891 a 1902.
Segons anava desenvolupant interés pel feminisme i el sufragi femení, es feu membre de l'Associació Finlandesa de Dones i escrigué articles per a la revista de l'associació. Fou vicepresidenta de l'associació el 1895, fins al 1904. El 1906 es presentà a les eleccions pel conservador Partit Finlandés al recent Parlament finlandés; l'elecció del 1906 fou la primera en què les dones van poder votar i ser votades. Käkikoski va guanyar en el seu districte, Uusimaa, i esdevingué una de les 19 primeres dones a ser triades per al parlament. No es va presentar a la reelecció el 1910 per problemes de salut.

## Obra literària
El treball literari de Käkikoski inclou cançons infantils, poesia i relats curts. El 1902 començà a escriure una història de Finlàndia en quatre volums. Continuà el projecte fins a la seua mort, al 1912; l'obra, però, mai no va ser completada.

## Vida privada
Käkikoski era lesbiana. Una de les seues primeres relacions fou amb la professora i activista Fanny Pajula, amb qui convisqué sis anys fins al 1895. Més tard, Käkikoski tingué una relació amb la seua amiga casada Hildi Ennola, la seua amiga nord-americana Frances Weiss, la diaconessa Hanna Masalin i l'activista política Helmi Kivalo; Käkikoski mantingué totes aquestes relacions fins a la mort.